# La Dominelais
La Dominelais település Franciaországban, Ille-et-Vilaine megyében. Lakosainak száma 1414 fő (2022. január 1.). La Dominelais Bain-de-Bretagne, Grand-Fougeray, La Noë-Blanche, Saint-Sulpice-des-Landes, Mouais és Sion-les-Mines községekkel határos.

## Népesség
A település népességének változása:
| Lakosok száma | 887  | 796  | 829  | 1169 | 1307 | 1350 | 1377 | 1396 | 1397 | 1414 |
|               | 1968 | 1982 | 1990 | 2006 | 2013 | 2015 | 2017 | 2019 | 2020 | 2022 |